# Star Trek: The Next Generation
Star Trek: The Next Generation, abreviada como ST:TNG ou TNG, (no Brasil, Jornada nas Estrelas: A Nova Geração, em Portugal, Star Trek: A Geração Seguinte) é uma série de televisão americana de ficção científica criada por Gene Roddenberry como parte da franquia Star Trek. Roddenberry, Rick Berman e Michael Piller serviram como produtores executivos do programa em diferentes momentos de sua produção. Ela se passa no século XXIV, quase 100 anos após os eventos da série original. O programa apresenta uma nova tripulação e uma nova nave estelar Enterprise. O monólogo de introdução narrado por Patrick Stewart em cada episódio estabelece o propósito da nave (uma modificação da série original):
| “ | Espaço: a fronteira final. Estas são as viagens da nave estelar Enterprise. Prosseguindo em sua missão de explorar estranhos novos mundos, procurar novas formas de vida e novas civilizações. Audaciosamente indo aonde ninguém jamais esteve. | ” |

Ela estreou em 28 de setembro de 1987 com 27 milhões de espectadores no piloto de duas horas chamado "Encounter at Farpoint". Com 178 episódios espalhados por 7 temporadas, durou mais que qualquer outra série de Star Trek, terminando com o episódio de duas horas chamado "All Good Things...", no dia 23 de maio de 1994.
A série foi transmitida originalmente pela sindicação, com datas e horários variando de acordo com cada rede transmissora. A série se tornou muito popular durante sua exibição original, e, como a série original, continua imensamente popular através das reprises. Foi a primeira de várias séries (as outras sendo Star Trek: Deep Space Nine, Star Trek: Voyager e Star Trek: Enterprise) que continuaram a transmitir novos episódios de Star Trek até 2005. Star Trek: The Next Generation venceu 18 Emmy Awards e, em sua sétima temporada, se tornou a primeira, e até hoje a única, série de televisão transmitida por sindicação a ser indicada ao Emmy de Melhor Série Dramática. Foi indicada a três Hugo Awards, vencendo dois. A série formou a base para o sétimo até o décimo filme da franquia Star Trek.

## Enredo
O programa segue as aventuras da tripulação da Nave Estelar USS Enterprise (NCC-1701-D), a quinta nave da federação a possuir o nome. O tempo se passa por volta de 70 anos depois das missões finais da tripulação original da Enterprise sob o comando do Capitão James T. Kirk. A Federação passou por grandes mudanças internas em sua busca para explorar a galáxia, adicionando graus de complexidade e controvérsia a seus métodos, especialmente naqueles relacionados com a Primeira Diretriz. O Império Klingon e a Federação cessaram hostilidades, e se tornaram aliados galáticos, com os Romulanos e os Borg assumindo o papel de grandes vilões. A Enterprise é comandada pelo Capitão Jean-Luc Picard, seus oficiais seniores são o Primeiro Oficial Comandante William T. Riker, o androide Tenente-Comandante Data, a Chefe de Segurança Tenente Tasha Yar, o Oficial Tático Tenente Worf, Conselheira Deanna Troi, Dra. Beverly Crusher e o Tenente Geordi La Forge. Com a morte de Yar na primeira temporada, o pessoal da nave é rearranjado, com Worf assumindo as responsabilidades de Oficial de Segurança e La Forge assumindo o posto de Engenheiro Chefe no início da segunda temporada.
A série começa com a tripulação da Enterprise-D sendo colocada em julgamento pelo ser onipotente chamado de Q. A entidade com poderes de deus ameaça a humanidade de destruição por ser uma espécie de selvagens, forçando-os a resolver um mistério na Estação de Longínqua para provar que tem o valor para serem poupados. Após resolver o mistério com sucesso, a tripulação parte para explorar novos mundos.
Histórias subsequentes focam na descoberta de novas formas de vida, relações políticas e sociológicas com outras culturas e a exploração da condição humana. Várias novas espécies são introduzidas como antagonistas, incluindo os Ferengi, os Cardassianos e os Borg. Através de suas aventuras, Picard e sua tripulação devem fazer escolhas difíceis e enfrentar suas consequências.
O programa terminou em sua sétima temporada com o episódio "All Good Things...", que traz os eventos da série para um ciclo, de volta ao confronto original com Q. Uma anomalia interestelar ameaça toda a vida do universo e força o Capitão Picard a viajar ao seu passado, presente e futuro para combater a ameaça. Picard consegue demonstrar a Q que a humanidade poderia pensar além de suas percepções e teorizar novas possibilidades, ainda sendo capazes de se sacrificar para o bem maior. A série termina com a tripulação da Enterprise sendo mostrada como uma família, e consolidou o caminho para os filmes subsequentes que continuaram as missões dos personagens.

## Produção
Em 1986, 20 após sua estreia, Star Trek havia se tornado a "jóia da coroa" da Paramount Pictures, um "ativo de valor inestimável" cuja longevidade maravilhava os executivos do estúdio. Dezessete anos após seu cancelamento, a série era o programa de televisão mais popular na sindicação, e os filmes produzidos por Harve Bennett eram sucessos de bilheteria. As exigências de William Shatner e Leonard Nimoy para salários extremamente altos para filmarem Star Trek IV: The Voyage Home fez o estúdio planejar uma nova série de Star Trek, como havia planejado fazer em 1977 com Star Trek: Phase II antes de deciderem realizar filmes. Os executivos da Paramount estavam preocupados que uma nova série poderia reduzir a demanda por filmes, porém decidiram que uma série com atores desconhecidos seria mais rentável do que pagar altos salários a atores de filmes. Gene Roddenberry inicialmente recusou se envolver, porém entrou no projeto por estar insatisfeito com os trabalhos conceituais. Star Trek: The Next Generation foi anunciada em 10 de outubro de 1986, e seu elenco em maio de 1987.
O executivo da Paramount Rick Berman entrou na série a pedido de Roddenberry. Roddenberry contratou um grande número de veteranos de Star Trek, incluindo Robert H. Justman, D. C. Fontana, Eddie Milkis e David Gerrold. Propostas iniciais para a série incluía uma onde alguns membros do elenco original poderia aparecer como "velhos estadistas", e Roddenberry especulou no final de outubro de 1986 que o novo programa poderia nem usar uma nave estelar, já que "pessoas poderiam viajar por outros meios" 100 anos depois da Enterprise (NCC-1701). Uma mudança de última hora foi sua crença de que conflitos interpessoais no lugar de trabalho não existiriam mais no futuro; assim, o programa não teria paralelos com as frequentes "brincadeiras crocantes" entre Kirk, Spock e McCoy. De acordo com Patrick Stewart, Berman era mais receptivo em relação a Roddenberry ao programa abordar questões políticas. The Next Generation foi filmada em filme de 35 mm, e o orçamento para cada episódio era de US$ 1.3 milhões, entre os maiores para programas de uma hora de duração.

### Sindicação e audiência
Apesar do sucesso de Star Trek, a NBC e a ABC se ofereceram para apenas considerar roteiros para um piloto, e a CBS se ofereceu para exibir uma minissérie que poderia se tornar uma série se fosse bem recebida. O tratamento de série comum que as três grandes emissoras deram a propriedade mais importante da Paramount ofendeu o estúdio. A FOX estava "desesperadamente ávida" para o programa para ajudar a lançar uma nova emissora, porém eles queriam apenas em março de 1987 e se comprometeriam com apenas 13 episódios ao invés de uma temporada completa, como a Paramount queria. As negociações sem sucesso convenceram o estúdio de que o único modo de proteger Star Trek era tendo o controle total da produção.
A Paramount aumentou e acelerou a rentabilidade do programa ao, incomumente, exibir a série por sindicação tanto em emissoras independentes—cujos números haviam triplicado desde 1980—e afiliadas das três principais. Em um exemplo de "troca de favores na sindicação", a Paramount ofereceu o programa para as estações locais de graça; as emissoras venderiam cinco minutos do tempo de comerciais para anunciantes locais e a Paramount venderia os sete restantes para anunciantes nacionais; todavia, as emissoras se comprometeriam a comprar as reprises no futuro. Como incentivo adiciona, apenas as emissoras que exibissem a nova série poderiam comprar as populares reprises da série original.
A estratégia do estúdio foi um sucesso. Apesar da dificuldade de montar uma rede nacional informal para a nova série, 210 emissoras que cobriam 90% do território dos Estados Unidos concordaram em exibir The Next Generation. Mais de 50 emissoras afiliadas anteciparam suas estreias do piloto da série, "Encounters at Farpoint", para o começo de outubro de 1987; uma emissora previu que "Star Trek promete ser um dos programas de maior sucesso da temporada". O novo programa realmente se saiu bem; a audiência do piloto foi maior que a maioria dos programas das grandes emissoras. Apesar da desvantagem de cada canal exibir a série em um dia diferente e com horários variados, várias vezes fora do horário nobre, ao final da primeira temporada a Paramount recebia US$ 1 milhão em propaganda por cada episódio, mais que os usuais US$ 800 mil que as emissoras recebiam em programas de uma hora; em 1992, quando o orçamento de cada episódio havia crescido para US$ 2 milhões, o estúdio ganhava US$ 90 milhões em propagandas, com cada 30 segundos valendo US$ 115.000.
The Next Generation tinha uma média de 20 milhões de espectadores, que frequentemente excedia sucessos da sindicação como Wheel of Fortune e das emissoras grandes como Cheers e L.A. Law. Se beneficiando em parte pela decisão de muitas emissoras exibirem cada novo episódio duas vezes por semana, a série consistentemente aparecia entre os dez dramas de uma hora de duração mais assistidos do país.

### 1ª Temporada
Apesar da equipe ter tido liberdade criativa devido a falta de interferência de uma emissora, a primeira temporada foi marcada pela saída dos roteiristas D. C. Fontana e David Gerrold depois de disputas com Roddenberry.
A temporada recebeu críticas quanto a lenta caracterização dos personagens, efeitos especiais fracos e pelo deus ex machina de Wesley Crusher salvando a nave. Entretanto, a atuação de Patrick Stewart foi elogiada e os críticos notaram que os personagens receberam um grande potencial para desenvolvimento, maior que os da série original.
Apesar dos eventos da maioria dos episódio serem fechados, muitos desenvolvimentos importantes para o programa como um todo ocorreram durante a temporada. A ameaça recorrente de Q foi introduzida no piloto "Encounter at Farpoint", os Ferengi apareceram pela primeira vez em "The Last Outpost", as capacidades do holodeque foram exploradas e a história de Riker e Troi foi investigada.
Os episódios do final da temporada armaram o terreno para vários arcos. O episódio "Datalore" introduziu o irmão malvado de Data, Lore, que apareceu em vários episódios subsequêntes. "Coming of Age" lidou com as tentativas de Wesley para entrar na Academia da Frota. "Heart of Glory" explorou o personagem de Worf, a cultura klingon e as relações difíceis entre a Federação e o Império Klingon, três temas que seriam de grande importância futuramente. Tasha Yar deixou o programa após o episódio "Skin of Evil", se tornando a primeira personagem principal de Star Trek a morrer (permanentemente) em uma série ou filme. O final de temporada, "The Neutral Zone", estabeleceu a presença de dois vilões recorrentes, os Romulanos, fazendo sua primeira aparição desde a série original, e, por um prenúncio, os Borg.
O piloto da série se tornou o primeiro programa de televisão a ser indicado ao Hugo Award desde 1972. Seis episódios foram indicados ao Emmy Award; "11001001" venceu em Melhor Edição de Som, "The Big Goodbye" venceu em Melhor Figurino, e "Conspiracy" venceu em Melhor Maquiagem.

### 2ª Temporada
A série sofreu mudanças significativas durante sua segunda temporada. Berverly Crusher foi substituída pela Oficial Médica Chefe Katherine Pulaski, interpretada por Diana Muldaur, que apareceu nos episódios "Return to Tomorrow" e "Is There in Truth No Beauty?" da série original. A área de recriação da nave, Bar Panorâmico, e sua misteriosa dona/conselheira, Guinan, interpretada por Whoopi Goldberg, apareceram pela primeira vez. Devido a Greve dos Roteiristas de 1988, o número de episódios produzidos caiu de 26 para 22 e o começo da temporada foi adiado. Devido a greve, o episódio de abertura, "The Child", foi baseado em um roteiro escrito originalmente para Star Trek: Phase II, enquanto o último episódio, "Shades of Gray", foi constituido em sua maioria de cenas de episódios anteriores.
Apesar disso, a segunda temporada foi considerada muito melhor que a primeira. As histórias ficaram mais sofisticadas e começaram a misturar drama e alívio cômico. Seu foco no desenvolvimento de personagens recebeu elogios especiais. Co-produtor executivo Maurice Hurley tinha falado que seu objetivo principal para temporada era executar arcos de história e de personagens longos. Hurley escreveu o aclamado episódio "Q Who", que apresentou pela primeira vez os vilões mais populares da TNG, os Borg. A segunda temporada se focou no desenvolvimento de Data, em dois elogiadissímos episódios: "Elementary, Dear Data" e "The Measure of a Man". Miles O'Brien também se tornou mais proeminente, enquanto Geordi La Forge achou seu lugar como Engenehiro Chefe. Os assuntos klingon continuaram a ser explorados nos episódios "A Matter of Honor" e "Emissary", que introduziu a antiga amante de Worf, K'Ehleyr. Cinco episódios da segunda temporada foram indicados ao Emmy; "Q Who" venceu em Melhor Edição de Som e Melhor Mixagem de Som.

### 3ª Temporada
Antes do início da produção da terceira temporada no verão de 1989, algumas mudanças de pessoal foram feitas. o roteirista principal Maurice Hurley deixou o programa e Michael Piller o substituíu para o resto da série. O criador e produtor executivo Gene Roddenberry participou menos da produção devido a sua saúde. Ele deu a Piller e Berman os trabalhos de produtores executivos, onde permaneceram até o fim, com Berman supervisionando a produção como um todo e Piller encarregado da direção criativa do programa. A Dra. Crusher retornou para re-assmuir seu lugar como Oficial Médica Chefe, substituindo Pulaski. Ronald D. Moore se juntou ao programa após submeter um roteiro que se tornou "The Bonding"; ele acabaria se tornando o "guru klingon" da franquia; significando que ele escreveu a maioria dos episódios lidando com o Império Klingon. Roteirista/produtor Ira Steven Behr também se juntou a produção no meio da temporada, apesar de seu período na TNG durar apenas um ano, ele se tornaria roteirista em Star Trek: Deep Space Nine. Seis episódios da terceira temporada foram indicados ao Emmy; "Yesterday's Enterprise" venceu em Melhor Edição de Som e "Sins of the Farther" venceu em Melhor Direção de Arte. Depois de reclamações feitas pelo elenco, novos uniformes da Frota, feitas com duas peças, foram introduzidos.

### 4ª Temporada
Brannon Braga e Jeri Taylor se juntaram ao programa na quarta temporada. A quarta temporada superou em termos de número de temporadas a série original com a produção de "The Best of Both Worlds, Part II". Durante o episódio "The Wounded", os cardassianos fizeram sua primeira aparição, aparecendo mais tarde proeminentemente em Deep Space Nine. O final de temporada, "Redemption", foi o 100º episódio da série, e o elenco e equipe (incluindo Roddenberry) celebram a marca na ponte. Imagens da celebração foram exibidas no especial de 25 anos de Star Trek, apresentado por William Shatner e Leonard Nimoy, no ano seguinte. Sete episódios foram indicados ao Emmy; "The Best of Both Worlds, Part II" venceu em Melhor Edição de Som e Melhor Mixagem de Som. Wesley Crusher deixou o programa na quarta temporada para ir a Academia da Frota Estelar. "Family" foi o primeiro, e único, episódio da franquia Star Trek onde a ponte de comando não aparece, também é o único episódio da TNG em que Data não aparece.

### 5ª Temporada
O episódio da quinta temporada "Unification" abriu com uma dedicação ao criador de Star Trek, Gene Roddenberry (apesar de o episódio anterior, "The Game", ter ido ao ar quatro dias depois de sua morte). Roddenberry continuou a ser creditado como "Produtor Executivo" até o final da temporada. O elenco e a equipe souberam de sua morte durante as gravações do episódio "Hero Worship". Cinco episódios foram indicados ao Emmy; "Cost of Living" venceu em Melhor Figurino e Melhor Maquiagem; e "A Matter of Time" e "Conundrum" empataram em Melhores Efeitos Especiais. Além disso, "The Inner Light" se tornou o primeiro episódio de televisão desde o episódio "The City on the Edge of Forever" da série original em 1968 a vencer o Hugo Award de Melhor Apresentação Dramática. A quinta temporada viu a introdução da jaqueta que Picard usou esporadicamente no restante da série. O deque de observação foi alterado com a remoção dos modelos de ouro representando as Enterprises do passado, sendo substituída por uma parede. A personagem recorrente Ro Laren foi introduzida na quinta temporada.

### 6ª Temporada
A sexta temporada veio com novas mudanças. Agora o tempo de Berman e Piller foi dividido entre a recém criada Star Trek: Deep Space Nine e a The Next Generation. Três episódios foram indicados ao Emmy; "Time's Arrow" venceu em Melhor Figurino e Melhor Maquiagem", e "A Fistful of Datas" venceu em Melhor Mixagem de Som.

### 7ª Temporada
A sétima temporada foi a última da The Next Generation. O episódio final, "All Good Things...", foi ao ar em 23 de maio de 1994, revisitando os eventos do piloto. O SkyDome, em Toronto, sediou um evento massivo para o final da série. Milhares de pessoas foram ao estádio para assistir o episódio final no telão. Cinco episódios foram indicados a um total de nove Emmys e a série como um todo se tornou a primeira exibida por sindicação a ser indicada ao Emmy de Melhor Série Dramática. Até hoje, The Next Generation é a única série de sindicação a ser indicada ao prêmio. "All Good Things..." venceu em Melhores Efeitos Especiais e "Genesis" venceu em Melhor Mixagem de Som. "All Good Things..." venceu o segundo Hugo Award da série.

## Elenco
Elenco Principal
| Ator            | Personagem        | Posto                                      | Aparições               | Espécie          | Patente |
| --------------- | ----------------- | ------------------------------------------ | ----------------------- | ---------------- | --- |
| Patrick Stewart | Jean-Luc Picard   | Oficial Comandante                         | Temporadas 1 a 7        | Humano           | Capitão |
| Jonathan Frakes | William T. Riker  | Primeiro Oficial                           | Temporadas 1 a 7        | Humano           | Comandante Capitão (temporariamente) Capitão (Star Trek Nemesis)                                                            |
| LeVar Burton    | Geordi La Forge   | Engenheiro Chefe                           | Temporadas 1 a 7        | Humano           | Tenente-Júnior (1ª temporada) Tenente (2ª temporada) Tenente-Comandante (temporadas 3 a 7)                                  |
| Denise Crosby   | Tasha Yar         | Chefe de Segurança                         | Temporadas 1, 3 e 7     | Humana           | Tenente |
| Michael Dorn    | Worf              | Chefe de Segurança Oficial Tático          | Temporadas 1 a 7        | Klingon          | Tenente-Júnior (temporadas 1 e 2) Tenente (temporadas 3 a 7) Tenente-Comandante (Star Trek Generations)                     |
| Gates McFadden  | Beverly Crusher   | Oficial Médica Chefe                       | Temporadas 1, 3 a 7     | Humana           | Comandante |
| Marina Sirtis   | Deanna Troi       | Conselheira                                | Temporadas 1 a 7        | Betazóide/Humana | Tenente-Comandante (temporadas 1 a 7) Comandante (7ª temporada)                                                             |
| Brent Spiner    | Data              | Segundo Oficial Oficial Chefe de Operações | Temporadas 1 a 7        | Andróide         | Tenente-Comandante |
| Wil Wheaton     | Wesley Crusher    | Piloto                                     | Temporadas 1 a 4, 5 e 7 | Humano           | Alferes Interino (temporadas 1 a 3) Alferes (temporadas 3 e 4) Cadete (temporadas 4 a 7) Tenente-Júnior (Star Trek Nemesis) |
| Diana Muldaur   | Katherine Pulaski | Oficial Médica Chefe                       | Temporada 2             | Humana           | Comandante |

O elenco passou por várias mudanças durante a transmissão. Denise Crosby decidiu deixar a série pouco antes do final da primeira temporada. O personagem Worf, de Michael Dorn, substituiu Yar como Chefe de Segurança e Oficial Tático. Crosby retornou a interpretar Yar nos espisódios "Yesterday's Enterprise" e "All Good Things...". Crosby também interpretou a filha meia-romulana de Yar, Sela.
Gates McFadden, como Beverly Crusher, foi substituída ao final da primeira temporada por Katherine Pulaski, interpretada por Diana Muldaur durante a segunda temporada. Muldaur nunca recebeu crédito na abertura, recebendo crédito nos créditos durante o primeiro ato dos episódios. Pulaski não se tornou popular entre os espectadores e foi retirada do programa ao final da segunda temporada. McFadden retornou ao papel de Crusher para o resto da série.
Wesley Crusher também foi retirado do programa. De acordo com o ator Wil Wheaton, ele quis sair do programa por estar frustrado em ter que colocar outros papéis ao redor de sua agenda em Star Trek, apesar do papel cada vez menor de seu personagem na série. Wesley aparece em outros espisódios da série.
Elenco Coadjuvante
| Ator                      | Personagem       | Posto                    | Aparições        | Espécie   | Patente                                                  |
| ------------------------- | ---------------- | ------------------------ | ---------------- | --------- | -------------------------------------------------------- |
| Colm Meaney               | Miles O'Brien    | Chefe do Transporte      | Temporadas 1 a 7 | Humano    | Suboficial-Chefe                                         |
| Rosalind Chao             | Keiko O'Brien    | Botânica                 | Temporadas 4 a 6 | Humana    | Civil                                                    |
| Patti Yasutake            | Alyssa Ogawa     | Enfermeira               | Temporadas 4 a 7 | Humana    | Alferes (temporadas 4 a 7) Tenente-Júnior (7ª temporada) |
| Whoopi Goldberg           | Guinan           | Bartender                | Temporadas 2 a 6 | El-Aurian | Civil                                                    |
| Michelle Forbes           | Ro Laren         | Pilota                   | Temporadas 5 a 7 | Bajoriana | Alferes (temporadas 5 e 6) Tenente (7ª temporada)        |
| Dwight Schultz            | Reginald Barclay | Engenheiro               | Temporadas 3 a 7 | Humano    | Tenente-Júnior                                           |
| Majel Barrett-Roddenberry | Lwaxana Troi     | Embaixadora da Federação | Temporadas 1 a 7 | Betazóide | Embaixadora                                              |
| John de Lancie            | Q                | Nenhum                   | Temporadas 1 a 7 | Q         | Nenhuma                                                  |

## Episódios

### Episódios Notáveis
Para celebrar os 20 anos da série, a Entertainment Weekly escolheu seus dez melhores episódios:
1. "Yesterday's Enterprise"[20]
2. "The Best of Both Worlds, Partes I e II"[21]
3. "The Inner Light"[22]
4. "Tapestry"[23]
5. "All Good Things..."[24]
6. "The Measure of a Man"[25]
7. "Sins of the Father"[26]
8. "First Contact"[27]
9. "The First Duty"[28]
10. "Chain of Command, Partes I e II"[29]

## Conexões com outras encarnações deStar Trek
O música tema da série combina os temas da série clássica, escrito por Alexander Courage, e de Star Trek: The Motion Picture, escrito por Jerry Goldsmith.
The Next Generation tem outras similaridades com The Motion Picture, ela mesma se deriva dos planos de Star Trek: Phase II. Os personagens do filme Decker e Ilia possuem similaridades com Riker e Troi. O primeiro episódio da segunda temporada é baseado em um roteiro de Phase II, como o episódio "Devil's Due".
Alguns cenários dos filmes da série original foram reformados para se tornarem os cenários da TNG. Parte do cenário da sala do transporte da The Next Generation fora usado no cenário da sala do transporte da série original.
Variantes da interface de computador LCARS da Enterprise aparecem em Deep Space Nine e Voyager. A série também estabeleceu a data estelar de cinco digitos, com o segundo digito correspondendo ao número da temporada.

### Personagens e Raças
Três atores do elenco principal da série original aparecem como seus famosos personagens em The Next Generation: DeForest Kelley como Leonard McCoy em "Encounters at Fairpoint", Leonard Nimoy como Spock em "Unification" e James Doohan como Montgomery Scott em "Relics". Mark Lenard interpreta Sarek em "Sarek" e Unification I" e Majel Barrett volta para fazer a voz do computador da Enterprise, além de interpretar a mãe de Deanna Troi, Lwaxana Troi. Os romulanos voltam como antagonistas e os klingon voltam como aliados da Federação.
A The Next Generation introduziu dois personagens que teriam papel principal em Deep Space Nine, Miles O'Brien e Worf. A personagem que eventualmente se tornou Kira Nerys era originalmente Ro Laren. Outros personagens da The Next Generation que aparecem em Deep Space Nine são: Q, as irmãs Duras, Chanceler Gowron, Kurn, Keiko O'Brien, Molly O'Brien, Lwaxana Troi, Thomas Riker, Vash e Gul Evek.
Reginald Barclay, Deanna Troi, Q, William T. Riker e Geordi La Forge aparecem em Voyager. Tom Paris, personagem principal em Voyager, foi inspirado no personagem Nicholas Locarno de TNG; Robert Duncan McNeill, que interpretou Locarno, interpreta Paris.
Os Ferengi, concebidos más rejeitados como antagonistas da The Next Generation, aparecem em vários spin-offs de Star Trek. A The Next Generation introduziu os Borg, Cardassianos, Trill e Bajorianos, que aparecem, junto com os Maquis, em Deep Space Nine e Voyager.
Julian Bashir, interpretado por Alexander Siddig, aparece no episódio "Birthright I" e Quark, interpretado por Armin Shimerman, aparece rapidamente em "Firstborn".

## Legado
Quatro filmes tiveram o elenco da série:
- Star Trek Generations (1994)
- Star Trek: First Contact (1996)
- Star Trek: Insurrection (1998)
- Star Trek Nemesis (2002)

Quatro séries de televisão sucederam The Next Generation:
- Star Trek: Deep Space Nine (1993-1999)
- Star Trek: Voyager (1995-2001)
- Star Trek: Enterprise (2001-2005)
- Star Trek: Discovery (2017-atualmente)

Uma série de televisão sequela:
- Star Trek: Picard - Em 2019 o CBS All Access lançará uma série sobre Jean-Luc Picard que se passará 20 anos após os eventos de Star Trek Nemesis[33]

Em 7 de outubro de 2006, um dos três modelos originais da USS Enterprise-D usados nas filmagens do programa foi vendido em um leilão por US$ 576.000, fazendo-o o item de maior valor do evento.

## Recepção da crítica
Em sua 1ª temporada, Star Trek: The Next Generation teve recepção mista por parte da crítica especializada. Com base de 8 avaliações profissionais, alcançou uma pontuação de 51% no Metacritic. Por votos dos usuários do site, atinge uma nota de 8.2, usada para avaliar a recepção do público.